# Afrotritermus natalicus
Afrotritermus natalicus är en stekelart som beskrevs av Sergey A. Belokobylskij 1995. Afrotritermus natalicus ingår i släktet Afrotritermus och familjen bracksteklar. Inga underarter finns listade i Catalogue of Life.